# Brunstorf
Brunstorf là một đô thị thuộc huyện Lauenburg, trong bang Schleswig-Holstein, nước Đức. Đô thị Brunstorf có diện tích 13,76 km², dân số thời điểm 31 tháng 12 năm 2006 là 623 người.